# Last One on Earth
Last One on Earth è il secondo album in studio del gruppo death doom metal olandese Asphyx, pubblicato nel 1992 dalla Century Media Records.

## Tracce
1. M.S. Bismarck – 5:03
2. The Krusher – 5:52
3. Serenade in Lead – 3:28
4. Last One on Earth – 7:10
5. The Incarnation of Lust – 4:47
6. Streams of Ancient Wisdom – 3:36
7. Food for the Ignorant – 4:49
8. Asphyx (Forgotten War) – 5:26

## Formazione
- Martin van Drunen - voce
- Ron van der Pol - basso
- Eric Daniels - chitarra
- Bob Bagchus - batteria